# マールターンド・ラーオ・ホールカル
マールターンド・ラーオ・ホールカル（Marthand Rao Holkar, 1830年 - 1849年6月2日）は、インド、ホールカル家の当主、インドール藩王国の君主（在位：1833年 - 1834年）。

## 生涯
1830年、マールターンド・ラーオはホールカル家一族のバープー・サーヒブ・ホールカルの長男として生まれた。
1833年10月、ホールカル家の当主マルハール・ラーオ・ホールカル2世が死亡し、その妃ガウタマ・バーイー・ホールカルの養子となり、新当主および藩王となった。
しかし、この養子縁組は人々には受け入れられなかった。というのは、ガウタマ・バーイーや故ヤシュワント・ラーオ・ホールカルの妃クリシュナ・バーイー・ホールカルに権力に集中することを恐れたからだった。
こうして、人々はマヘーシュワルに幽閉中だったハリ・ラーオ・ホールカルを擁立し、ガウタマ・バーイーらはこれを認めざるを得ず、1834年2月2日にマールターンド・ラーオは廃位された。
その後、マールターンド・ラーオはデカンのプネーへと送られ、1849年6月2日に彼は死亡した。